# Shima Iwashita
Shima Iwashita (japanisch 岩下 志麻, Iwashita Shima; geboren 3. Januar 1941 in Tokio) ist eine japanische Filmschauspielerin.

## Leben und Wirken
Shima Iwashita wurde in Tokio geboren. Sie brach ein Studium an der Seijō-Universität ab und war ab 1958 als Schauspielerin im Fernsehen zu sehen. 1960 schloss sie sich dem  Filmunternehmen Shōchiku an und debütierte in dem Film „Kawaita mizuumi“  (乾いた湖) – „Vertrockneter See“.
Iwashita wurde ein beliebter Star in der Rolle der Heldin der Seifenoper und war in Filmen wie „Goben no Tsubaki“ (五瓣の椿), „Shinchū-ten no Amijima“ (心中天網島), "Melodie in Grau" (はなれ瞽女おりん, Hanare goze Orin), in Ozus letzten Film „Ein Herbstnachmittag“ als Tochter, die ihren Vater versorgen musste und deswegen nicht heiraten konnte, usw. zu sehen und wurde mit vielen Preisen ausgezeichnet.
Iwashita ist auch weiterhin im Fernsehen und auf der Bühne aktiv. 2012 erhielt die den „Orden der Aufgehenden Sonne“  (旭日小綬章). Sie war mit dem Drehbuchautor und Regisseur Masahiro Shinoda (1931–2025) verheiratet, der bei ihrem Debüt in „Kawaita mizuumi“ und auch später die Regie führte.